# Наусори
Наусори (англ. Nausori) — город в Республике Фиджи. Расположен на территории Центрального округа и является торговым и культурным центром трёх провинций округа — Таилеву, Ревы и Наитасири. Административный центр провинции Таилеву. Население — 24 919 чел. (по переписи 2007 г.).

## Население
Вместе с пригородами численность населения Наусори на 2017 год превышала 57 тысяч человек, стабильно возрастая от переписи к переписи.
| Население | Год  |
| --------- | ---- |
| 12 821    | 1976 |
| 13 982    | 1986 |
| 21 617    | 1996 |
| 47 604    | 2007 |
| 57 882    | 2017 |

Помимо самого города, в состав поселения входят следующие административные единицы нижнего порядка:
| Адм. единица        | Население 1996 г. | Население 2007 г. | Прирост численности | Процент прироста |
| ------------------- | ----------------- | ----------------- | ------------------- | ---------------- |
| Город Наусори       | 17 837            | 24 919            | 7826                | 28%              |
| Ваинибуку—Давуилеву | 3380              | 6329              | 2949                | 87%              |
| Наулу—Накаси        | 8713              | 11 062            | 2349                | 27%              |
| Давуилеву           | 3568              | 4205              | 637                 | 15%              |
| Наусори             | 2176              | 3323              | 1147                | 53%              |
| Пригород Наусори    | 18 044            | 22 685            | 4641                | 26%              |
| Всего               | 35 881            | 47 604            | 11 723              | 33%              |

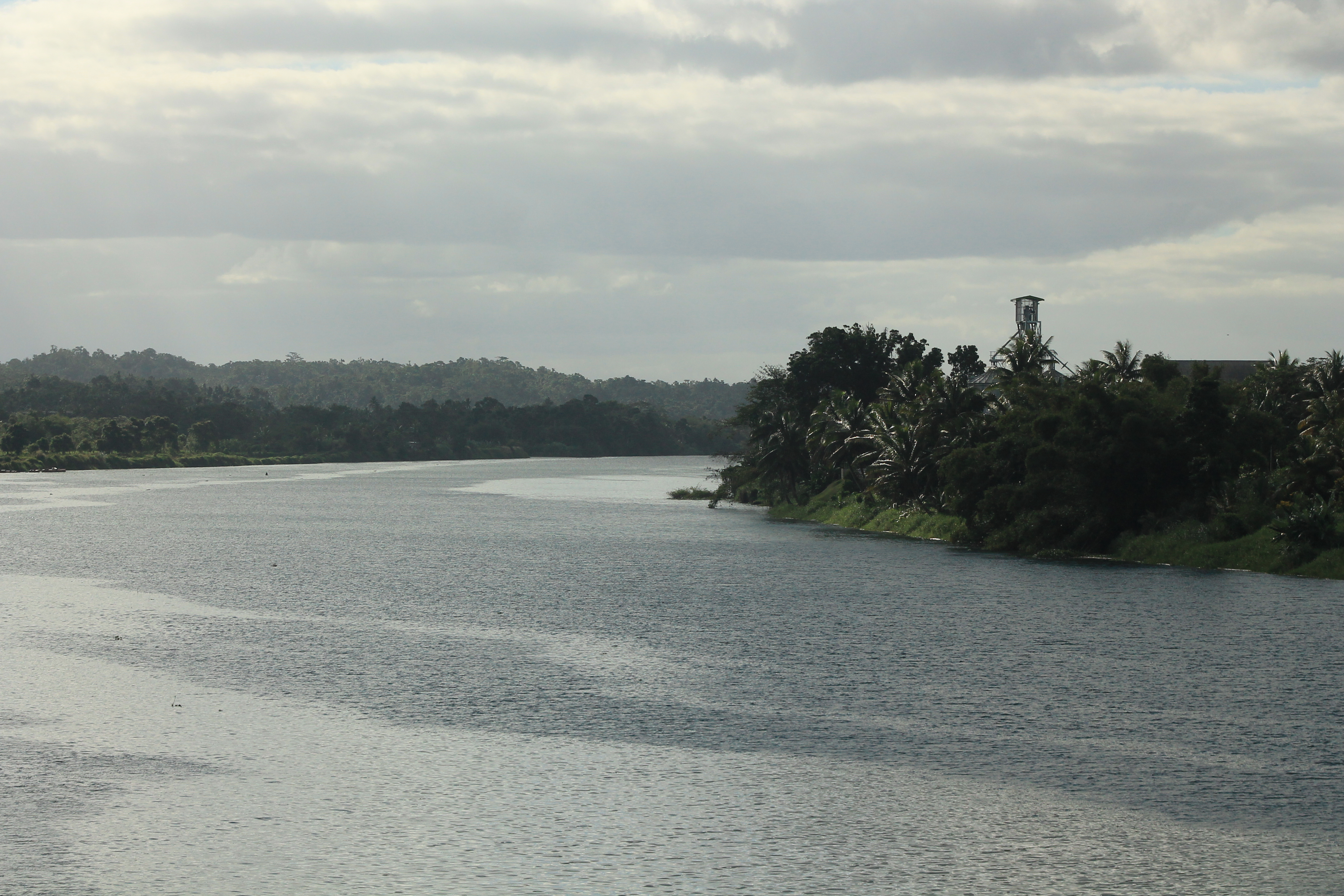
Река Рева в окрестностях города.

В этническом плане преобладают фиджи-индийцы и фиджийцы.

## География и климат

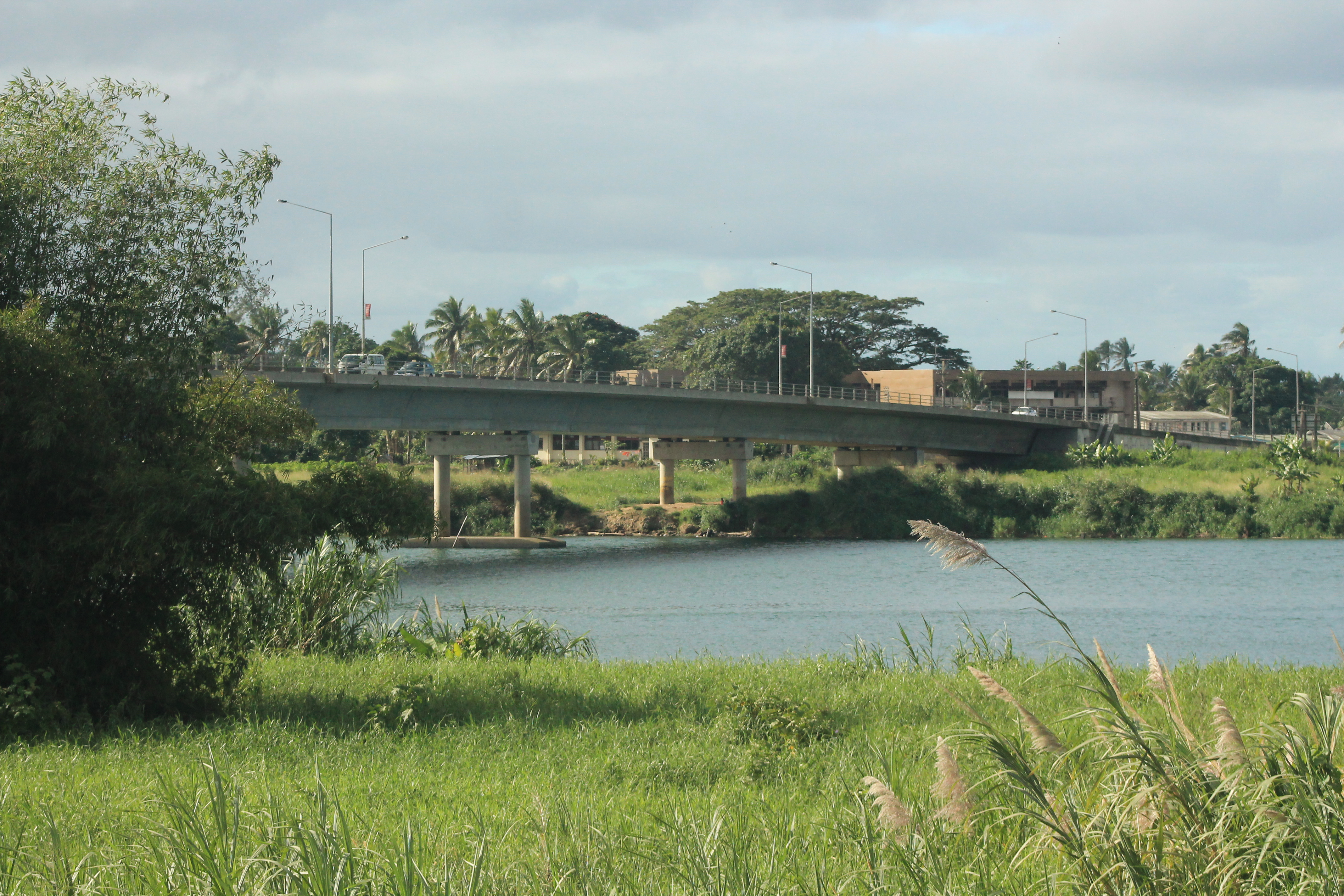
Мост через р. Рева.

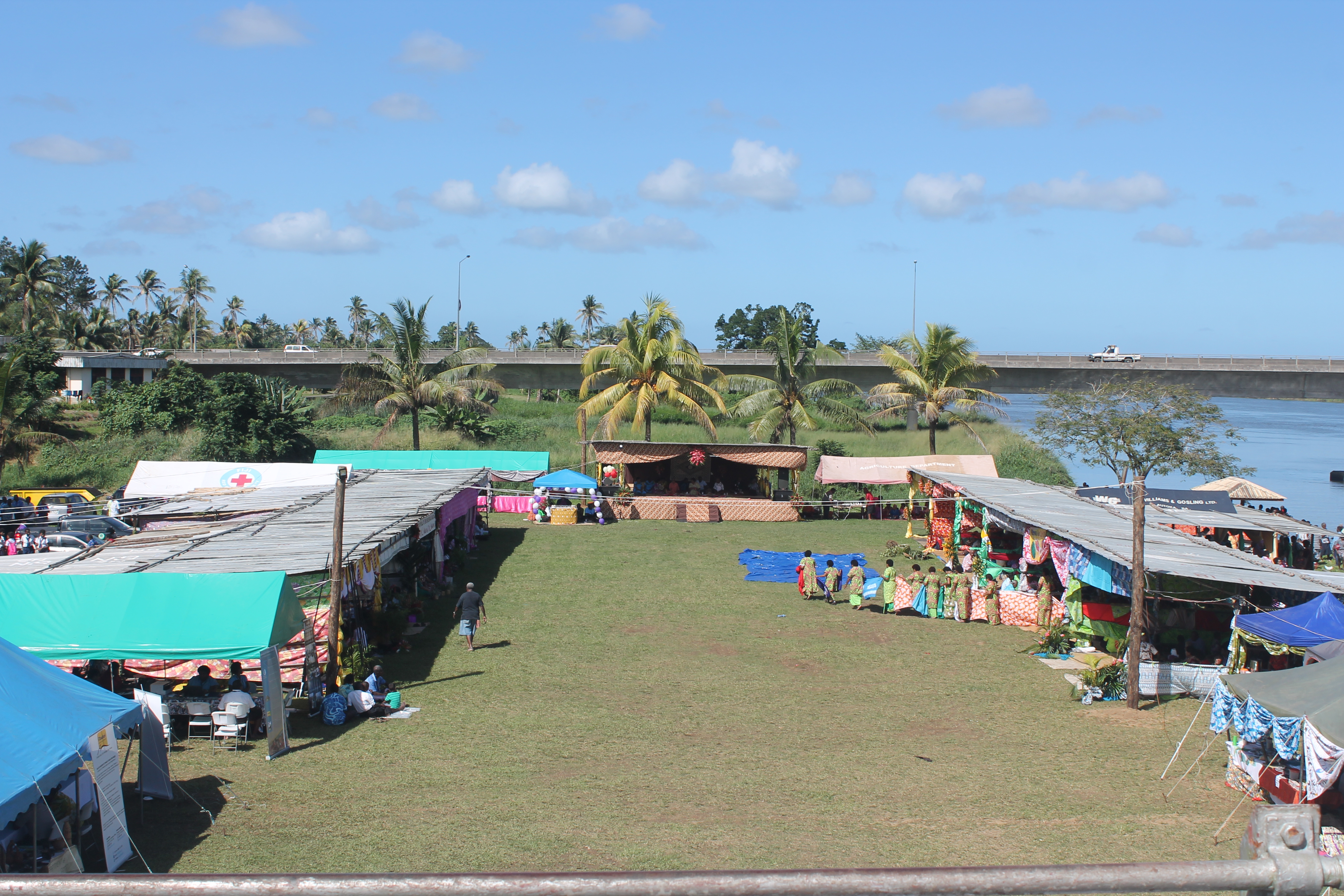
Парк отдыха.

Город расположен на юго-востоке главного острова страны — Вити-Леву. Расстояние до столицы — 19 км. Два города соединены двумя дорогами, называемыми вместе «Коридор Сува — Наусори».
Через Наусори протекает время от времени разливающаяся река Рева, на берегах которой с давних пор люди занимались земледелием. По реке осуществляется транспортная связь с близлежащими посёлками и деревнями. Через Реву перекинут мост, являющийся частью дороги Сува — Наусори.
Климат очень тёплый и влажный на протяжении всего года с небольшими колебаниями температуры.
| Показатель                                                  | Янв. | Фев. | Март | Апр. | Май  | Июнь | Июль | Авг. | Сен. | Окт. | Нояб. | Дек. | Год  |
| ----------------------------------------------------------- | ---- | ---- | ---- | ---- | ---- | ---- | ---- | ---- | ---- | ---- | ----- | ---- | ---- |
| Средний суточный максимум, °C                               | 29,8 | 30,0 | 29,5 | 28,7 | 27,4 | 26,5 | 25,6 | 25,8 | 26,3 | 27,5 | 28,3  | 29,3 | 27,9 |
| Средняя температура, °C                                     | 26,4 | 26,5 | 26,3 | 25,5 | 24,3 | 23,7 | 22,8 | 22,9 | 23,2 | 24,2 | 24,9  | 25,9 | 24,7 |
| Средний суточный минимум, °C                                | 23,0 | 23,1 | 23,1 | 22,4 | 21,3 | 20,9 | 20,0 | 20,0 | 20,2 | 20,9 | 21,6  | 22,5 | 21,6 |
| Норма осадков, мм                                           | 338  | 280  | 404  | 363  | 246  | 147  | 125  | 136  | 165  | 211  | 259   | 258  | 2932 |
| Источник: en.climate-data.org. Дата обращения: 6 июля 2018. |      |      |      |      |      |      |      |      |      |      |       |      |      |

## Спорт
В городе есть спортивный центр, парки отдыха, спортивные площадки.

## Транспорт
- Наусори (аэропорт) — международный коммерческий аэропорт в городе Наусори.